# Kristian Bomholt
Kristian Bomholt (født 9. august 1979, død 19. marts 2009) med tilnavnet Bommi var en dansk skateboarder opvokset i den nordjyske by Vestbjerg nord for Aalborg. Som 5-årig dyrkede han judo og vandt fem Danmarksmesterskaber, inden han som 14-årig begyndte at stå på skateboard. I starten skatede han med sin bror Mikkel på hjemmelavede fly outs, men det varede ikke længe før de tog til Aalborg, hvor de gjorde sig bemærkede i det lokale skatemiljø. 
Bomholt blev sponsoreret i midten af 1990'erne af First Skateboards og Lab Skate Shop i København, og i 2003 tog han det næste skridt på vej mod en professionel karriere, da han fik lanceret en pro-model hos sin spanske sponsor Nomads Skateboards og fik en plads på Blah Apparels internationale team. 
Bomholt flyttede til København for at få bedre muligheder for at skate, og i de sidste år af sin karriere rejste han rundt i hele verden med DVS og Matix, efter at han var blevet venner med den amerikanske skateboarder Daewon Song.
Bomholt har deltaget i konkurrencer i både Danmark og udlandet. I 1998 vandt han en international konkurrence i Montpellier, og i 1999 blev det til en 6. plads ved EM. 
Han døde pludseligt af et hjertestop i marts 2009.

## Skatevideoer
Bomholt har medvirket i følgende skatevideoer:
- DVS: City of Dogs Tour Brasil
- DVS: Dudes, Dudes, Dudes (2008)
- Team Matix: Finally EUR' UP (2008)
- Puzzle Skatevideo Issue 20[5]
- Neighbours (2000)[6]
- 411VM #45